# Скуммидон
Скуммидон (осет. Скумейы дон) — река в России, протекает в Ирафском и Дигорском районах республики Северная Осетия-Алания. Длина реки составляет 22 км. Площадь водосборного бассейна — 136 км².
Начинается при слиянии нескольких ручьёв, стекающих с Скалистого хребта у перевала Волавцен. Течёт по урочищу Далыгыком между хребтами Джырвазагытых и Буркустых под названием Саггасыдон. После выхода из высокогорья течёт по буково-грабовому лесу в северо-восточном направлении. Река впадает в Урсдон слева на расстоянии 32 км от его устья у села Кора. В низовьях имеет ширину 14 метров, глубину 0,5 метра, скорость течения воды 1,8 м/с.
Основной приток — река Бажигандон — впадает слева.

## Данные водного реестра
По данным государственного водного реестра России относится к Западно-Каспийскому бассейновому округу, водохозяйственный участок реки — Терек от впадения реки Урсдон до впадения реки Урух. Речной бассейн реки — Реки бассейна Каспийского моря междуречья Терека и Волги.
Код объекта в государственном водном реестре — 07020000312108200003670.